# 윤치련
윤치련(尹致聯, 1877년 3월 26일 ~ ?)은 조선의 무신이며 대한제국의 무관, 군인이다. 일본 유학, 게이오 의숙을 졸업하고 육군예비사관학교를 거쳐 일본육군사관학교를 졸업하고 귀국, 대한제국 육군 기병으로 복무했다. 본관은 해평이다.

## 생애
1895년 8월 일본에 파견되는 신사유람단의 한사람이 되어 일본 도쿄(東京)에 갔다. 그 뒤 일본으로 유학, 1895년 11월 게이오의숙(慶應義塾) 특별과에 입학, 1896년 11월에 졸업했다. 11월 귀국 후 대한제국 육군예비학교(陸軍預備學校)에 입학, 1898년 11월에 졸업하고 동년 12월 일본 육군사관학교(陸軍士官學校)로 진학하여 1899년 11월에 졸업했다. 동년 12월 기병제1연대(騎兵第一聯隊) 견습사관에 임관되었다.
1900년 7월 15일 육군참위(陸軍參尉)에 임관된 뒤 귀국했다. 1902년 4월 다시 일본으로 건너가 기병제8연대(被騎兵第八聯隊) 견습사관이 되고, 1904년 2월 일본군의 만주(滿洲) 정벌에 출정했다가 1905년 1월 귀국했다.
1905년 2월 21일 대한제국 육군 기병대 참위(陸軍騎兵參尉)에 임관되고시위기병대(侍衛騎兵隊)에 전속되었다. 3월19일 일본에 파견되는 특파대사(特派大使) 수행원으로 출국, 도쿄에 방문했다. 동월 일본으로부터 6등 욱일장(六等旭日章)을 수여받았다. 일본 체류 중 3월 25일 대한제국 조정으로부터 기병대 부위(騎兵副尉), 27일 6품으로 승진 발령받은 뒤 4월 귀국했다.
10월11일 기병부위(騎兵正尉)로 승진, 군부(軍部) 군무국기병과원(軍務局騎兵課員), 12월 5일 육군기병중대장(騎兵中隊長)을 거쳐 1906년 1월 10일 일본에 파견되는 보빙대사(報聘大使)의 수원(隨員)으로 다시 일본으로 건너갔다. 1월 일본의 4등서보장(勳四等瑞寶章)을 수여받고, 1월 13일 일본 현지 체류 중 기병참령(騎兵參領)으로 승진한 뒤 2월 15일 귀국했다. 7월 20일 군부참모국(軍部參謀局) 제1과장을 거쳐 10월 19일 기병부령(騎兵副領)으로 승진했다.

## 같이 보기
- 윤치오
- 윤치성
- 윤치병